# Erich Schariry
Erich Schariry (* 23. August 1892 in Tuttlingen; † 9. Dezember 1974) war ein württembergischer Politiker und Verwaltungsbeamter. Er war von März 1946 bis Februar 1947 Landrat des Landkreises Tuttlingen.
Schariry studierte von 1910 bis 1914 Rechtswissenschaften in Tübingen und Heidelberg. Er war von 1910 bis 1974 Mitglied der Studentenverbindung A.V. Igel Tübingen.
Ab 1916 war er Referendar für den höheren Verwaltungsdienst. 1920 wurde er Amtmann beim Oberamt Tuttlingen und 1927 bei der Ministerialabteilung für Bezirks- und Körperschaftsverwaltung im württembergischen Innenministerium. Er arbeitete von 1943 bis 1944 als Regierungsrat im württembergischen Wirtschaftsministerium in Stuttgart. Anschließend arbeitete er als Chef der Wirtschaftsabteilung des Landkreises Tuttlingen. Von Mai 1945 bis März 1946 war Schariry Stellvertreter des Tuttlinger Landrats Eduard Quintenz. Nach dessen Entlassung ernannten die französischen Militärmachthaber Schariry zum Landrat. Im Februar 1947 wurde Schariry auf Grund eines schweren Unfalls arbeitsunfähig und musste deshalb sein Amt abgeben. Sein Nachfolger wurde der SPD-Politiker und spätere Vorsitzende der SPD-Bundestagsfraktion Fritz Erler. Ab Juni 1947 war er beim Verwaltungsgerichtshof Württemberg-Hohenzollern in Bebenhausen tätig, zunächst als Oberverwaltungsgerichtsrat und zuletzt als Direktor.
Der Kreisbeauftragte der französischen Militärregierung, Jean Lucien Estrade, charakterisierte in seinen Monatsberichten Landrat Schariry als „kränklichen, ängstlichen, zögernden Mann“. Er, so Estrade, „verfügt gewiß über einen guten Willen und ist empfänglich für die Vorhaltungen, die ihm wegen des mangelhaften Arbeitens einiger seiner Abteilungen gemacht werden, wird aber eigenmächtig nie eine Entscheidung fällen oder eine Sanktion vornehmen.“